# Qoy Qırılg’an Qala
Koordinaten: 41° 45′ 19″ N, 61° 7′ 1″ O

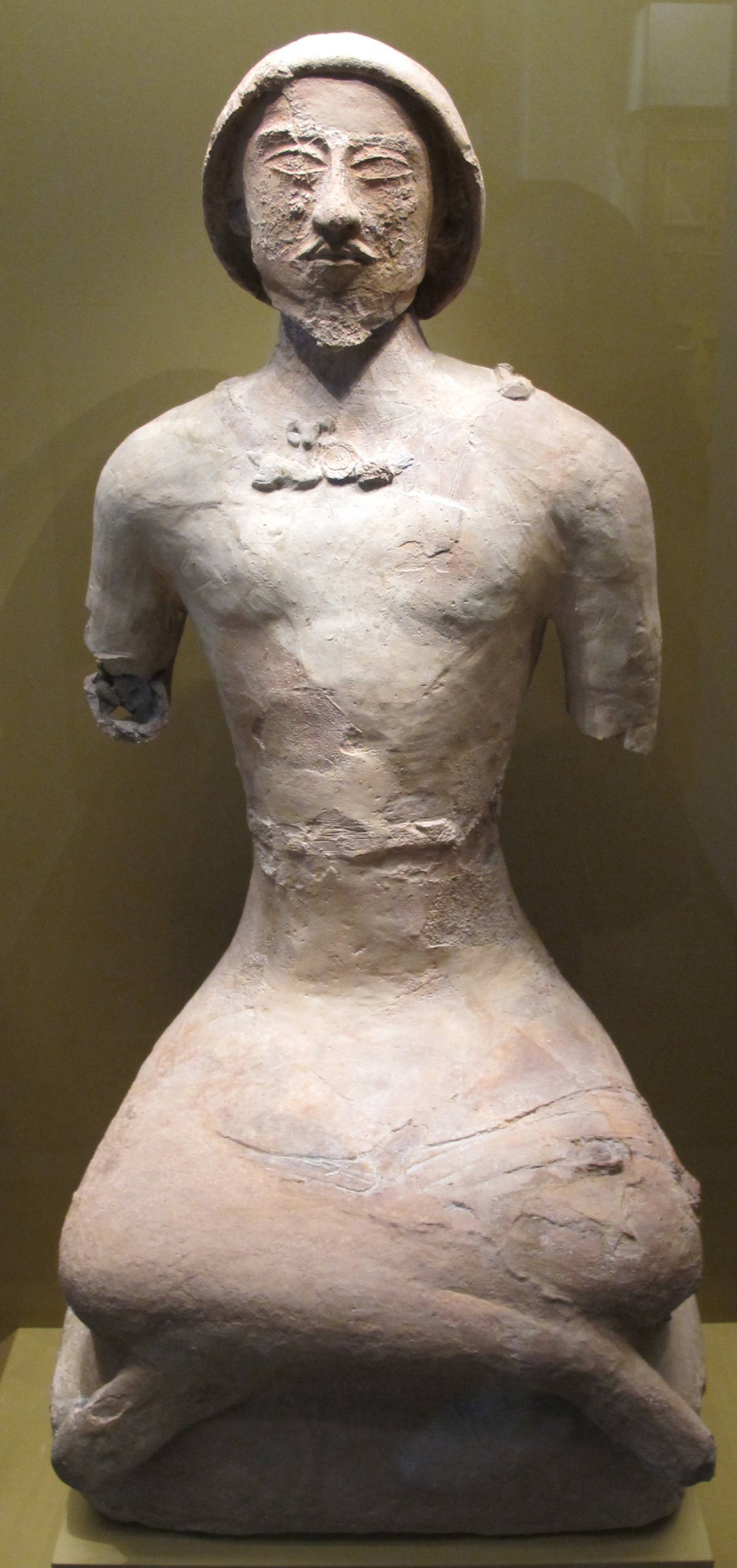
Ossarium in Form einer Statue aus Qoy Qırılg’an Qala, Eremitage (Sankt Petersburg)

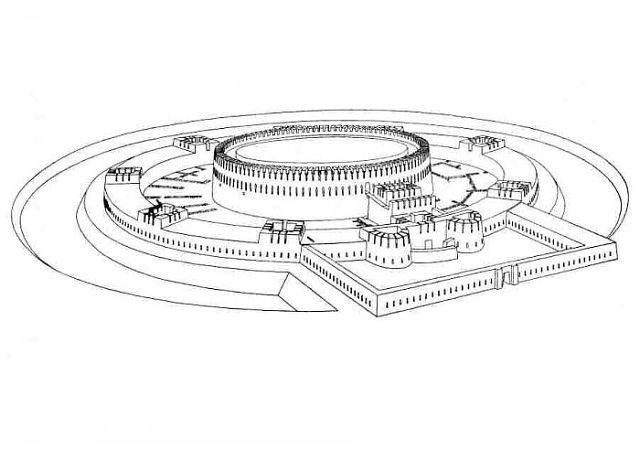
Rekonstruktion der Festungsanlage bei Qoy Qırılg’an Qala

Qoy Qırılg’an Qala (auch Koj-Krylgan-Kala) ist ein Ort in Choresmien in der Autonomen Republik Karakalpakistan im heutigen Usbekistan. Er liegt im Bezirk Toʻrtkoʻl, in der Wüste Kysylkum.
Bei Qoy Qırılg’an Qala konnte ein großer runder befestigter Komplex ergraben werden, bei dem es sich vielleicht um die Grabanlage einiger Herrscher von Choresmien in der Antike handelte. Der Bau datiert in das vierte bis dritte vorchristliche Jahrhundert, war aber bis ins zweite nachchristliche Jahrhundert besiedelt. Es konnten drei Schichten unterschieden werden.
Die Siedlung ist kreisrund und war von einer starken Mauer umgeben, die acht Türme hatte. An der Stelle eines neunten Turmes befand sich der Eingang mit einem vorgelagerten, ummauerten Hof. Außerhalb war der Komplex von einem Wassergraben umgeben, der ca. 15 m breit und 3 m tief war. Im Zentrum der Anlage stand ein mächtiges rundes Innengebäude mit diversen unterirdischen Kammern, bei denen es sich eventuell um die Grablege choresmischer Könige handelte. Zwischen diesem Bau und den Außenmauern fanden sich Wirtschafts- und Wohnanlagen. Der Bau ist aus Stampflehm errichtet worden. Es fanden sich ausgesprochen viele gewölbte Decken.
Die Anlage wurde 1951 bis 1957 von einer sowjetischen Expedition unter der Leitung von Sergei Pawlowitsch Tolstow ausgegraben.